# シスターコンプレックス

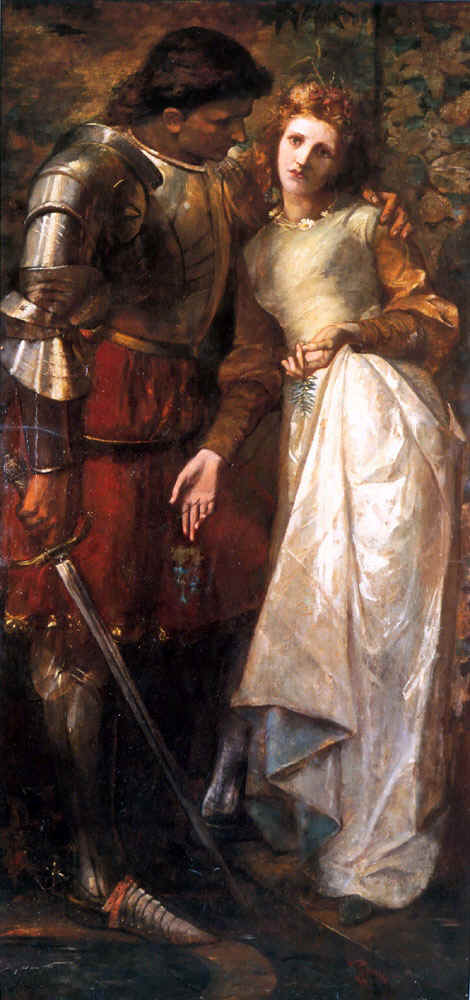
『ハムレット』のレアティーズとその妹オフィーリア

シスターコンプレックス（sister complex）は、女姉妹に対して強い愛着・執着を持つ状態をいう。俗に「シスコン」（siscon）と略され、この場合は、女姉妹に対して強い愛着・執着を持つ兄弟姉妹自体についても使われる。

## 歴史
1917年、久保良英は、著書『精神分析法』において、『ハムレット』のオフィーリアとレアティーズは兄妹錯綜（Brother-sister complex）の関係だったと述べている。また、久保は1932年の著書『精神分析学』において、父娘間の性的本能による関係を「父娘錯綜」、母倅（息子）間のそれを「母倅錯綜」と呼び、「兄妹錯綜」や「弟姉錯綜」は「父娘錯綜」や「母倅錯綜」が転移したものだと論じている。
1967年10月12日から1968年5月11日にかけて連載されていた五木寛之の小説『恋歌』にて、「シスター・コンプレックス」という言葉が使用されている。

## 概説
和製英語であり、もともとはフェティシズムの俗語であったが、分析心理学ではフェティシズムとコンプレックスの概念が関連したものであるため、コンプレックスという用語で一般化した。ただし、正式に認められた心理学用語ではない。相手が兄弟の場合、ブラザーコンプレックス（ブラコン）と言う。
シスターコンプレックスは、特に「姉妹に対する恋愛的感情」や「自分のものにしたい独占欲」のある兄もしくは弟、と言う図式で捉えられる。シスターコンプレックスの男性にとって姉や妹は性的な憧憬とも重なって理想化されたイマーゴとなり、自身の人生に親以上の影響力がある場合がある。例えば、姉や妹と共通点や似たところがある恋人や配偶者を選んでいたりすることなどである。
大林宣彦は、手塚治虫が「自分の横で座って漫画を描いている妹ほどエロティックな存在はなかった」と語っていたというエピソードを挙げ、手塚をシスター・コンプレックス型の作家であると述べた。大林によると、シスター・コンプレックス型の作家は大地に根を生やさず、地球を飛び出して宇宙に行ったり未来に行ったりしながら失った「妹」を探し続けるという点で特徴付けられ、性を断念して妹しか愛せないということを自覚しているという特質を持つという。彼によると、シスター・コンプレックス型の作家には黒澤明、ハワード・ホークス、また大林自身が含まれる。米澤嘉博は、手塚治虫が他人に見せずにいた彼の特徴の一つに、シスターコンプレックスを挙げている。石ノ森章太郎は、自らが姉に対するシスター・コンプレックスであると述べている。麓直浩は、妹に対して恋情を抱いたかのような小野篁と在原業平の歌を引用し、彼らはシスコンであると指摘した。また麓は、三島由紀夫（平岡公威）が妹の平岡美津子を愛していたと述懐していたことや、『熱帯樹』などの兄妹相姦を含む作品を執筆していたことに触れ、三島はシスコンであると述べている。

## 原因
精神分析家のラカンは『家族複合』において触れている。男児は初め母親に対して性愛を向けようとするが、その際に母親が実際には父親を見ていること、もしくは、母親へは依存対象とすることから抜け出すべきだと気づき、親と比べて年の差が近い相手として姉や妹に対して愛情を抱いたり、世話になったりすることに価値を持ってしまうのだと解釈する。ただし、この場合も母親の場合同様通常父親の去勢不安によって止められるのが普通であるとする。
児童心理学者ピアジェに関連する解釈では、兄の場合自己がはっきり形成されていない時期に自分が妹によって中心であることが出来ず非中心化が起こるため、その我慢した分を妹を支配する事で解消していると解釈する。
また、両親の離婚などで離れている場合には姉妹を姉妹であると見られないため、その場合にも恋慕が起こることもあるが、これをシスターコンプレックスに含めるかどうかは議論の余地がある。例えば、妻問婚だった古代日本では異母の場合の兄弟姉妹婚が許可されていたが、これは家が違ったためであり、兄弟姉妹という認識が薄かったためである。